# Lonesome Loser
Lonesome Loser is een nummer van de Australische rockband Little River Band uit 1979. Het is de eerste single van hun vijfde studioalbum First Under the Wire.
Het nummer gaat over een man die niet gelukkig is in de liefde, maar tevergeefs toch steeds naar een relatie blijft zoeken. De man, die in de tekst wordt aangeduid als de "lonesome loser", zal echter eerst bij zichzelf te rade moeten gaan voordat hij echt klaar is voor een vrouw, die wordt aangeduid als de "queen of hearts".
De plaat begint met het refrein dat a capella wordt gezongen. Na de a capella zang komen de gitaren erin en bouwt het nummer verder op. "Lonesome Loser" werd een bescheiden hit in Australië, waar het de 19e positie bereikte. In Nederland bereikte het de 4e positie in de Tipparade. Hiermee was Nederland het enige Europese land waar het nummer een redelijk succes werd.